# Xenophilus azovorans
Xenophilus azovorans es una bacteria gramnegativa del género Xenophilus. Fue descrita en el año 2001, es la especie tipo. Su etimología hace referencia a degradación de compuestos azoicos. Es aerobia y móvil por flagelo polar. Tiene un tamaño de 0,5-1 μm de ancho por 1-3 μm de largo. Oxidasa positiva. Forma colonias circulares, opacas y de color amarillo claro. Temperatura óptima de crecimiento alrededor de 30 °C. Tiene capacidad para degradar compuestos azoicos. Se ha aislado de suelos en Suiza. 